# Oliver Masucci
Oliver Masucci (Stuttgart, 6 de dezembro de 1968) é um ator alemão. Tornou-se conhecido por interpretar Adolf Hitler no filme satírico Er ist wieder da (2015) e Ulrich Nielsen na série de ficção científica Dark (2017), da Netflix.

## Biografia
Masucci nasceu em Stuttgart mas foi criado em Bonn. Seu pai é italiano e sua mãe é alemã, e ele tem três filhos.

## Filmografia
| Ano       | Título                                                       | Papel                                 |
| --------- | ------------------------------------------------------------ | ------------------------------------- |
| 1992      | Andy                                                         | Andy                                  |
| 1999      | Schwarz greift ein – Schlag auf Schlag                       | Ricky Ohlsen                          |
| 2001      | Die Manns – Ein Jahrhundertroman                             | Lohengrin                             |
| 2002      | Madrid                                                       | Karl                                  |
| 2002      | The Red Jacket                                               | Soldado da Baviera                    |
| 2003      | Wir können alles. Außer Hollywood: Independent Days Vol. 01. |                                       |
| 2004      | Das Blut der Templer (The Blood of the Templars)             | Ares de Saintclair                    |
| 2005      | Cologne P.D. – Santa Mortale                                 | Daniel Rosi                           |
| 2005      | SK Kölsch                                                    | Johann Hinkel                         |
| 2006      | Zwei zum Fressen gern (Crocodile Alert)                      | Killiak                               |
| 2009      | Vulkan                                                       | Gernot                                |
| 2011      | Was ihr wollt                                                | Antonio                               |
| 2015      | Ele Está de Volta                                            | Adolf Hitler                          |
| 2015      | Mordkommission Berlin 1                                      | Victor Parkov                         |
| 2016      | Die vierte Gewalt                                            | Tobias Weishaupt                      |
| 2016      | Tatort: Zahltag                                              | Luan Berisha                          |
| 2016      | Winnetou                                                     |                                       |
| 2017      | 4 Blocks                                                     | Hagen Kutscha                         |
| 2017-2020 | Dark                                                         | Ulrich Nielsen                        |
| 2018      | Dengler: Fremde Wasser                                       |                                       |
| 2018      | Spielmacher                                                  | Dejans                                |
| 2018      | Herrliche Zeiten                                             | Claus Müller-Todt                     |
| 2018      | Não Deixe de Lembrar                                         | Professor Antonius van Verten         |
| 2019      | Als Hitler das rosa Kaninchen stahl                          | Arthur Kemper                         |
| 2019      | Play                                                         | Frank Reitwein                        |
| 2020      | Enfant Terrible                                              | Rainer Werner Fassbinder              |
| 2022      | Animais Fantásticos: os Segredos de Dumbledore               | Anton Vogel, Ministro da Magia alemão |